# 深坑庄

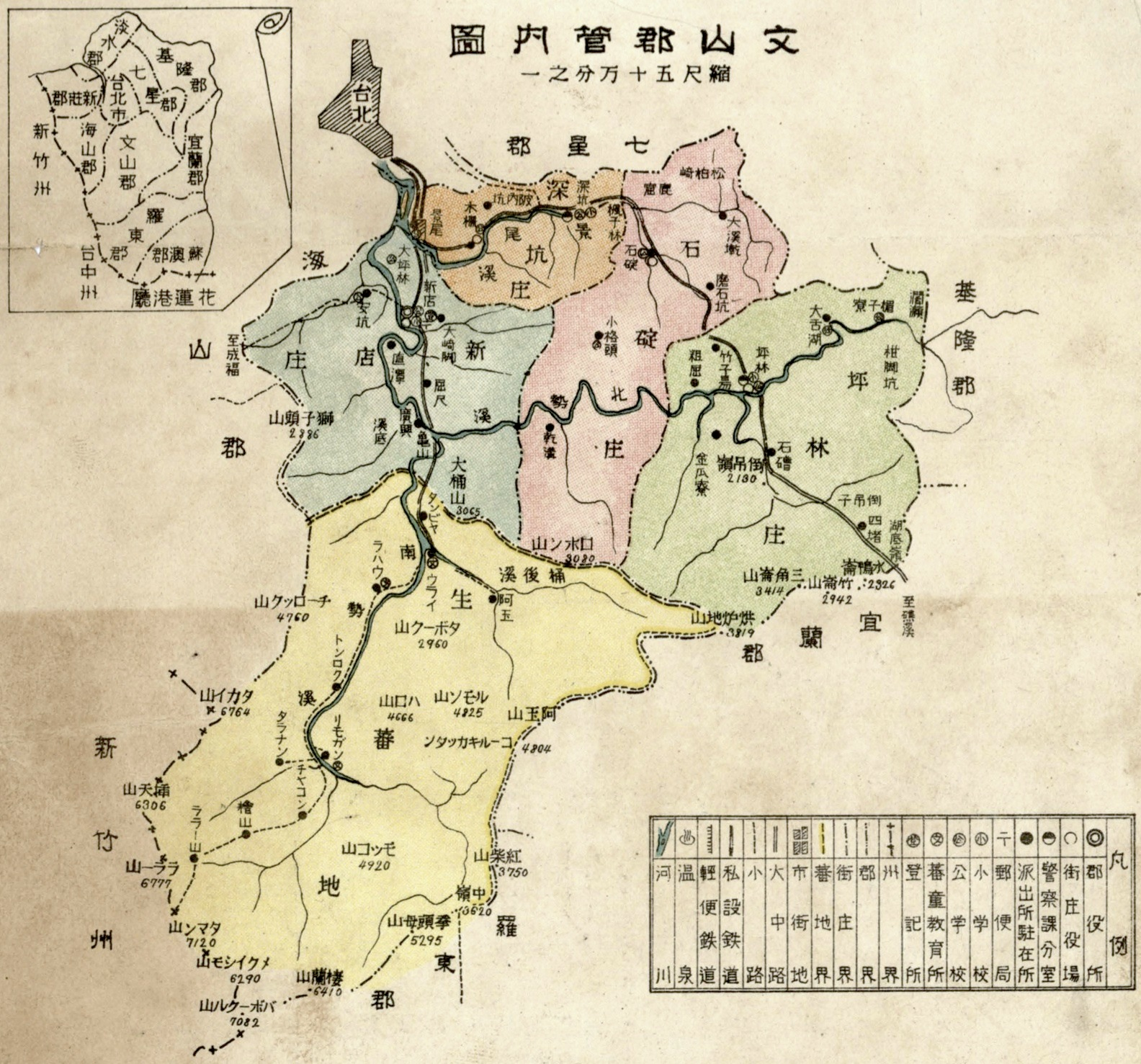
文山郡管內圖

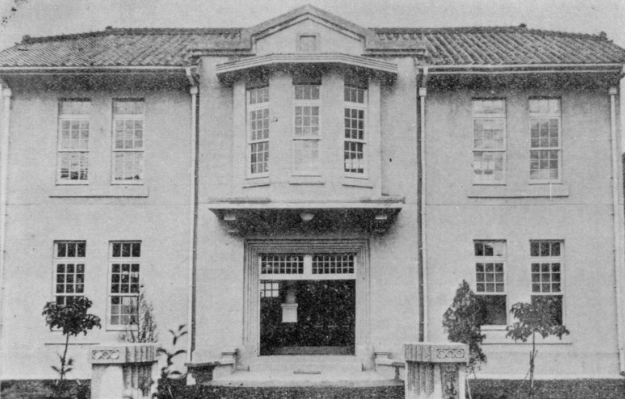
深坑庄役場

深坑庄為台灣日治時期1920年至1945年間存在之行政區，轄屬臺北州文山郡，轄域即今新北市深坑區及臺北市文山區，而深坑庄役場設於內湖大字下的木柵小字

## 行政區劃
深坑在清治時期及日治時期初期屬文山堡的街庄，在1896年3月隸屬「臺北縣直轄」，在1897年7月1日隸屬「景尾辨務署」。1900年12月1日，景尾辨務署改為「深坑辨務署」。1901年11月11日，臺北廳深坑辨務署改為「深坑廳」，深坑地區隸屬深坑廳直轄、景尾支廳。1903年4月21日，深坑廳實施街庄整併。1909年10月25日，深坑廳廢止，深坑地區被併入臺北廳深坑支廳、新店支廳。深坑地區在此時的街庄如下：
- 文山堡：萬盛、興福庄、內湖庄、深坑仔庄、土庫庄、升高坑庄、烏月庄、萬順藔庄、阿柔坑庄、陂內坑庄[2]

1920年10月1日，原堡里之行政區廢除，街庄改為大字；前述10庄合併為臺北州文山郡「深坑庄」，轄域內分為深坑子、土庫、升高坑、烏月、萬順寮、阿柔坑、萬盛、興福、內湖及坡內坑等10個大字。
- 深坑子大字下有「深坑」、「深坑子」、「半山」、「草地頭」、「麻竹寮」、「新埤內」小字名
- 土庫大字下有「土庫」、「土庫尖」、「崩山」、「大坪」、「賴仲坑」小字名
- 升高坑大字下有「升高坑」、「炙子頭」小字名
- 烏月大字下有「烏月」、「旺耽」小字名
- 萬順寮大字下有「三脚木」、「大坑外股」、「萬順寮」、「圳古後」、「草地尾」小字名
- 阿柔坑大字下有「阿柔洋」、「公館後」、「炮子崙」、「梘脚坑」、「大崙脚」、「大崙尾」、「向天湖」、「土巷」、「南邦寮」、「王軍寮」小字名
- 萬盛大字下有「溪子口」、「景尾」、「三塊厝」、「番婆厝」、「挖內」、「頂公館」、「公館」、「溪洲」小字名
- 內湖大字下有「木柵」、「打鐵寮」、「岐山」、「草湳」、「猫空」、「石坡坑」、「苧子園坑」、「石碣坑」、「吊硞坑」、「樟脚」、「石獅脚」、「炮子林」、「蕃子公館」、「渡船頭」、「阿泉坑」、「待老坑」、「港墘」、「梓湖」、「新厝」、「中崙尾」、「下崙尾」、「馬明潭」、「溝子口」、「埤腹」小字名
- 坡內坑大字下有「坡內坑」、「軍功坑」、「抱子脚」、「抱子脚坑」、「大竹林」、「灰窟坑」、「石壁坑」、「密婆坑」、「象頭埔」、「福德坑」、「魚衡子」、「猴山坑」、「頭廷魁」、「新興」、「小坑」小字名[3]

二戰後，深坑庄在1946年改為臺北縣文山區深坑鄉。1950年3月1日，萬盛、興福之範圍新設景美鎮，內湖、坡內坑設木柵鄉，其餘仍為深坑鄉，隸屬臺北縣。1968年7月1日，景美鎮與木柵鄉劃入臺北市。1990年3月12日，景美區與木柵區合併成立文山區。2010年12月25日，臺北縣深坑鄉改制為新北市深坑區。
| 1903年   | 1903年   | 1920年 | 1920年 | 1950年 |
| 區       | 街庄     | 街庄   | 大字   | 鄉鎮   |
| -------- | -------- | ------ | ------ | ------ |
| 深坑區   | 深坑仔庄 | 深坑庄 | 深坑子 | 深坑鄉 |
| 深坑區   | 土庫庄   | 深坑庄 | 土庫   | 深坑鄉 |
| 深坑區   | 升高坑庄 | 深坑庄 | 升高坑 | 深坑鄉 |
| 深坑區   | 烏月庄   | 深坑庄 | 烏月   | 深坑鄉 |
| 深坑區   | 萬順藔庄 | 深坑庄 | 萬順寮 | 深坑鄉 |
| 深坑區   | 阿柔坑庄 | 深坑庄 | 阿柔坑 | 深坑鄉 |
| 景尾區   | 萬盛庄   | 深坑庄 | 萬盛   | 景美鎮 |
| 景尾區   | 興福庄   | 深坑庄 | 興福   | 景美鎮 |
| 木柵區   | 內湖庄   | 深坑庄 | 內湖   | 木柵鄉 |
| 陂內坑區 | 陂內坑庄 | 深坑庄 | 坡內坑 | 木柵鄉 |

## 歷任長
| 任次 | 姓名   | 肖像 | 出身 | 就任時間     | 卸任時間 | 備註 |
| ---- | ------ | ---- | ---- | ------------ | -------- | ---- |
| 1    | 張德明 |      | 台北 | 1920年9月1日 | 1923年   |      |
| 2    | 劉軟綢 |      | 台北 | 1923年       | 1930年   |      |
| 3    | 張福堂 |      | 台北 | 1930年       | 1945年   |      |

## 設施
- 深坑庄役場
- 深坑郵便局：1905年設立，在1939年6月1日從深坑庄深坑移轉到深坑庄內湖[4]
- 臺北州種畜場：於1942年5月1日由臺北市大安十二甲遷至深坑庄內湖字木柵140番地[5]
- 深坑尋常小學校→深坑國民學校（原位於深坑子字深坑子163番地，於1942年3月31日遷至內湖字木柵322番地）[6]
- 景尾公學校→景尾國民學校（今景美國小）
- 木柵公學校→木柵國民學校（今木柵國小）
- 深坑公學校→深坑東國民學校（深坑子字深坑子117番地，今深坑國小）
- 景尾信用販賣利用組合（今景美區農會）
- 木柵信用販賣利用組合（今木柵區農會）
- 深坑信用販購買利用組合（今深坑區農會）

## 交通

### 鐵路
- 台北鐵道新店線：十五份乘降場、製罈會社前乘降場、景尾驛